# アッル・アルジュン
アッル・アルジュン（Allu Arjun、1982年4月8日 - ）は、インドのテルグ語映画で活動する俳優。2016年にGoogleで最も検索されたテルグ俳優となった。

## 人物
タミル・ナードゥ州チェンナイ出身で、父は映画プロデューサーのアッル・アラヴィンド。祖父はコメディアンのアッル・ラーマリンガイヤで、伯母はチランジーヴィと結婚している。2011年3月6日にハイデラバードでスネーハー・レッディと結婚式を挙げ、彼女との間に1男1女をもうけた。2016年にバッファロー・ワイルド・ウィングスと共同でナイトクラブ「800 Jubilee」を立ち上げた。

## キャリア

### 2001年 - 2007年
『Vijetha』で子役、『Daddy』でダンサーとして出演した後、2003年に『Gangotri』で俳優デビューした。2004年にスクマールの『Arya』で主演を務め、この役はアルジュンにとってブレイクスルー・ロールとなり、フィルムフェア賞 テルグ語映画部門主演男優賞にノミネートされたほか、ナンディ賞、CineMAA賞を受賞した。また、同作も興行的・批評的に成功を収めている。2005年にV・V・ヴィナヤクの『Bunny』で主演を務め、批評家からマンネリズムとダンスを評価された。2006年に『Happy』に出演、2007年にはプリ・ジャガンナードの『Desamuduru』で暗い過去を持つ女性と恋に落ちるジャーナリスト役を演じた。

### 2008年 - 2013年
2008年にバースカルの『Parugu』に出演し、idlebrain.comからは「アッル・アルジュンは映画の前半は活気に満ちたキャラクター描写に優れており、後半ではエモーショナルなシーンの演技が優れていた」と批評されている。
2009年に『Arya』の続編『Arya 2』に出演し、Sifyからは「アッル・アルジュンは、強力な愛の力に巻き込まれた男のようにエネルギーに満ちあふれています。彼はネガティブな役柄を演じていますが、そのキャラクター描写は多くの同情を観客から集めています。彼のダンスは非常に刺激的で、エモーショナルなシークエンスでも優れた演技を見せています」と批評されている。idlebrain.comは「アッル・アルジュンはアーリヤとして完璧です。彼の演じるキャラクターはサイコパス的な一面があり、それを完璧に描写しました。そして、映画後半のエモーショナルなシーンで、彼は輝きました。アッル・アルジュンは恐らく、現代のトリウッドで最高のダンサーです。その理由は、彼が映画前半の4曲の非常に難しいダンスを滑らかに、そして楽しそうに見せたからです」と批評している。
2010年にはグナシェカールの『Varudu』、クリシュの『Vedam』の2本の実験的な映画に出演しており、『Varudu』での演技はRediff.comから「アッル・アルジュンは優秀な演技を見せ、必要に応じて控えめに、そして活発になります」「彼は素晴らしいダンサーであり、役柄の良さを十分に発揮させます」と批評されている。2011年に『Badrinath』で主演を務め、タマンナー・バティアと共演した。idlebrain.comからは「アッル・アルジュンは、この映画のために南アジアの武術を学ぶためベトナムに向かい、そこで大きな苦痛に直面しました。彼は映画の全てのシーンに登場し、そのポニーテールと革のギア（胸郭ベルトと靴）の姿は、東南アジア（中国または日本）の戦士のように見えます。彼のダンスにおける流動的な動きは素晴らしく、アクションも上出来です」と批評されている。同作は187劇場で50日間上映された。
2012年にトリヴィクラム・シュリニヴァスの『Julai』で主演を務め、イリアナ・デクルーズと共演した。ザ・タイムズ・オブ・インディアからは「アッル・アルジュンは愛すべき悪党として自信をもって演じています。彼は特にダンスシーンで輝き、いくつかの愛らしく挑戦的なダンスを披露しています」と批評されている。2013年にはプリ・ジャガナードの『Iddarammayilatho』で主演を務め、アマラー・ポールと共演した。ザ・タイムズ・オブ・インディアからは「アッル・アルジュンはこれまで以上にトレンディに見えます。バルセロナのストリートパフォーマーのギタリストを演じた彼は、これまで演じた役とは全く異なって見えます。彼は自分が名優であることを再び証明し、おそらくはアクション監督の綿密なプランのお陰で、全てのアクションシーンで完璧な演技を見せています」と批評されている。

### 2014年以降
2014年にヴァムシー・パイディパッリの『ザ・フェイス』にカメオ出演し、ラーム・チャラン、シュルティ・ハーサンと共演した。ザ・ヒンドゥーは「アッル・アルジュンは出演時間が短くても演技ができることを示しました。彼は数分間の中にそれまでの経験を詰め込み、キャラクターを内面化し、彼自身のアイデンティティを失っても印象的な役を作り出しています」と批評している。同年にスレンダル・レッディの『Race Gurram』で主演を務め、シュルティ・ハーサン、ブラフマーナンダムと共演した。デカン・クロニクルは「アッル・アルジュンはエネルギッシュな演技で映画を盗み出します。彼のコメディタイミングは上出来で、俳優として大きく成長しました。彼のダンススキルも上手く活用されています」と批評しており、アルジュンは3度目となるフィルムフェア賞テルグ語映画部門主演男優賞を受賞した。
『I Am That Change』では主演の他にプロデューサーも務めた。同作はスクマールが監督を務め、2014年8月15日に公開された。2015年の『S/O Satyamurthy』ではウペンドラ、ラジェンドラ・プラサードと共演した。同年に『ルドラマデーヴィ 宿命の女王』でアヌシュカ・シェッティ、ラーナー・ダッグバーティと共演した。同作ではフィルムフェア賞 テルグ語映画部門助演男優賞を受賞し、アルジュンは主演男優賞と助演男優賞を受賞した唯一の俳優となった。2016年にボーヤパーティ・シュリーヌの『Sarrainodu』でシュリカーントと共演した。2017年に『仕置人DJ』で主演を務め、2018年にはヴァッカンダーム・ヴァムシの『Naa Peru Surya, Naa Illu India』で主演を務め、アンガーマネジメントに問題のあるインド軍兵士を演じた。2020年にはトリヴィクラム・シュリニヴァスの『ヴァイクンタプラムにて』で主演を務めた。